# Hans Wibom
Hans Gustaf Olofsson Wibom, född den 26 mars 1949, är en svensk före detta advokat. Wibom utbildade sig till jurist vid Uppsala universitet, blev reservofficer vid Svea livgarde, blev advokat 1980, var delägare i Vinge till och med 2010, samt styrelseordförande för Vinge 2000–2010. Sedan 2011 är han anställd som ordförande i Foundation Administration Management Sweden AB och verkställande ledamot i bland annat Marianne och Marcus Wallenbergs stiftelse och Marcus och Amalia Wallenbergs minnesfond.
Hans Wibom fick 1978 juridiska uppdrag av Claes Dahlbäck som då var VD för Investor. Sedan dess har han haft omfattande engagemang för ägarbolagen i Wallenbergsfären. I praktiken har Wibom från sin tidigare position som advokat på Vinge fungerat som Investorgruppens chefsjurist. Han har haft en avgörande roll vid ett antal stora affärer, bland andra börsintroduktionerna av Fortia, Gambro och Ericsson i USA samt fusionerna mellan Astra och Zeneca respektive Asea och Brown Boveri.
2004 utsågs Hans Wibom till Sveriges bästa affärsadvokat i en omröstning bland de 50 största börsbolagen som publicerades i Affärsvärlden.

### Webbkällor
- Notis på advokatfirman Vinges Webbplats 2004-08-25[död länk] Hämtad 2008-10-24